# Élections européennes de 2014 en Écosse
Des élections européennes de 2014 ont lieu le 22 mai 2014 pour élire 6 des 73 députés européens britanniques.

## Sondages
| Date               | Institut          | SNP        | Trav.      | Cons.      | LibDem     | UKIP       | Autres |
| ------------------ | ----------------- | ---------- | ---------- | ---------- | ---------- | ---------- | ------ |
| Date               | Institut          |            |            |            |            |            |        |
| 22 mai 2014        | Résultats en 2014 | 29 % (2)   | 25,9 % (2) | 17,2 % (1) | 7,1 %      | 10,5 % (1) | 10,4 % |
| 12-15 mai 2014     | ICM               | 36 % (3)   | 27 % (2)   | 13 % (1)   | 7 %        | 9 %        | 8 %    |
| 9-12 mai 2014      | Survation         | 37 % (3)   | 26 % (2)   | 13 % (1)   | 6 %        | 11 %       | 7 %    |
| 11-22 avril 2014   | YouGov            | 33 % (3)   | 31 % (2)   | 12 % (1)   | 7 %        | 10 %       | 7 %    |
| 14-16 avril 2014   | ICM               | 37 % (3)   | 28 % (2)   | 11 % (1)   | 7 %        | 10 %       | 6 %    |
| 4-7 avril 2014     | Survation         | 39 % (3)   | 30 % (2)   | 14 % (1)   | 6 %        | 7 %        | 5 %    |
| 17-21 mars 2014    | ICM               | 41 % (3)   | 29 % (2)   | 13 % (1)   | 5 %        | 6 %        | 6 %    |
| 21-24 janvier 2014 | ICM               | 43 % (3)   | 24 % (2)   | 14 % (1)   | 6 %        | 7 %        | 6 %    |
| 4 juin 2009        | Résultats en 2009 | 29,1 % (2) | 20,8 % (2) | 16,8 % (1) | 11,5 % (1) | 5,2 %      | 16,6 % |

## Résultats
| Suffrages exprimés         | Suffrages exprimés | Suffrages exprimés | 1 343 483 |             | 6 sièges à pourvoir | 6 sièges à pourvoir |
|                            |                    |                    |           |             |                     |                     |
| Liste                      | Tête de liste      |                    | Suffrages | Pourcentage | Sièges acquis       | Var.                |
| SNP                        | Ian Hudghton       |                    | 389 503   | 28,99 %     | 2 / 6               | =                   |
| Parti travailliste         | David Martin       |                    | 348 219   | 25,92 %     | 2 / 6               | =                   |
| Parti conservateur         | Ian Duncan         |                    | 231 330   | 17,22 %     | 1 / 6               | =                   |
| UKIP                       | David Coburn       |                    | 140 534   | 10,46 %     | 1 / 6               | + 1                 |
| Parti vert                 | Maggie Chapman     |                    | 108 305   | 8,06 %      | 0 / 6               | =                   |
| Libéraux-démocrates        | George Lyon        |                    | 95 319    | 7,09 %      | 0 / 6               | - 1                 |
| Britain First              | James Dowson       |                    | 13 639    | 1,02 %      | 0 / 6               |                     |
| Parti national britannique | Kenneth McDonald   |                    | 10 216    | 0,76 %      | 0 / 6               | =                   |
| No2EU                      | John Odell Foster  |                    | 6 418     | 0,48 %      | 0 / 6               | =                   |

## Députés européens élus
| Député élu        | Député élu   |
| ----------------- | ------------ |
|                   | Ian Hudghton |
| Alyn Smith        |              |
|                   | David Martin |
| Catherine Stihler |              |
|                   | Ian Duncan   |
|                   | David Coburn |